# Csilla Németh
Csilla Németh (født 21. januar 1989 i Budapest, Ungarn) er en ungarsk håndboldspiller som spiller for Siófok KC.